# 特捜隊アダム12
「特捜隊アダム12」（とくそうたいアダムトウェルブ、原題"Adam-12" ）は、アメリカ合衆国のテレビドラマ。NBC系で1968年から1975年まで放送。日本では、1970年から1972年にかけて、フジテレビで放送された。30分枠。

## 概要
アダムとはパトロールカーを表すコードネームで、12とは管轄地域の番号である。日本語版タイトルでは「特捜隊」となっているが、実際にはピートとジムは、パトカーで管轄地域を巡回するパトロール警官であった。シリーズは、二人が職務中に遭遇する、極めて日常的な事件を中心に描かれていく。
本作の制作総指揮を務めたのは、現実の事件記録を元にした警察ドラマ「ドラグネット」で成功したジャック・ウェッブであった。本作も、ロス市警の事件記録が元になっており、番組のエンディングでは、事件が真実であること、ただし仮名が使われていることがクレジットされている。
アダム12は、それまでの“ヒーローとしての警官”が華々しく悪を退治する、という警察ドラマのパターンを覆し、人間としての警官と、その日常を出来るだけリアルに描くというコンセプトのもとに作られた画期的なシリーズであった。従ってそれまでの“警察もの”にありがちなドラマティックな、言い換えれば非現実的なストーリー展開は殆どなく、二人のパトロール警官が日々遭遇する一つ一つの事件が淡々と描写されていく。警官の日常の業務、人間としての悩み、遭遇する事件があぶり出す米国社会の病理などを赤裸々に描いた本作品は、荒唐無稽なアクションヒーローものしか見た事のなかった当時の視聴者に大きなショックを与え、ひとつの社会現象を引き起こした。その後の米国の警察ドラマの主流となる“リアリスティックドラマ”の最も初期の作品であり、米国のテレビドラマの流れを変えた金字塔として歴史的な評価を受けている。
成功の影にはプロデューサーであるジャック・ウエッブのリアリティーに対する徹底的なこだわりが挙げられる。制作にはLAPDが全面的に協力しており、作中のエピソードは多少の脚色はあるもののすべてロサンゼルス市で現実に起こった事件に基づいている。また、ドラマ中で描かれる警官の所作（手錠をかける、容疑者に権利を読み上げる、パトカーから離れる時のドアロックなど）は、当時のLAPDの規定に従っている。このため後に警察学校での教則ビデオとして使用されもした。ちなみに、本作の魅力の一つになっている“無線の声”のシャロン・クラリッジは、LAPDの現役ディスパッチャー（無線でパトカーに指示する係）であった。
また、ドラマの第2の主役でもあるパトカー｢アダム12(012号車)｣は時代の変遷に合わせて以下の車種を使用している。
- 1967年式プリムス・ベルベディア-パイロット版
- 1968年式プリムス・ベルベディア-シーズン1
- 1969年式プリムス・ベルベディア-シーズン2～3
- 1971年式プリムス・サテライト-シーズン4
- 1972年式AMC・マタドール-シーズン5〜7

## あらすじ
ロサンゼルス市警察のパトロール警官ピート・マロイは、相棒が殉職したことに悩み辞職を考えていたところを、新人警官のジム・リードと組むように命ぜられる。ジムの行動に、かつての自分を見出したピートは、警官を続けることを決意する。

## キャスト
- ピート･マロイ：マーティン・ミルナー（声：青野武）
- ジム・リード：ケント・マッコード（声：田中信夫）
- マクドナルド主任(巡査部長)：ウィリアム・ボエット
- 無線の声：シャアロン・クラリッジ（声：来宮良子）

## スタッフ
- 制作総指揮：ジャック・ウェッブ

## 日本でのネット局
- フジテレビ：日曜 10:30 - 11:00
- 北陸放送：月曜 18:00 - 18:30[1]。本来の系列局での石川テレビでは放送なし。